# Teatro Rustaveli
El Teatro Nacional Rustaveli (en georgiano: შოთა რუსთაველის სახელობის აკადემიური თეატრი) es el teatro más grande de Georgia, y uno de los más antiguos, situado en la Avenida Rustaveli de la capital, Tiflis. Situado en un adornado edificio de estilo rococó, desde 1921 el teatro lleva el nombre del poeta nacional de Georgia, Rustaveli.

## Historia y arquitectura
El edificio fue fundado en 1879 como una "Sociedad de Artistas." A petición de la "Sociedad de Artistas" se encargó a varios artistas célebres pintar frescos en las paredes y techos del sótano. Entre estos artistas están los destacados pintores georgianos Lado Gudiashvili y David Kakabadze, así como el diseñador de escenarios de teatro Serge Sudeikin, conocido por su trabajo en los Ballets Rusos y la Metropolitan Opera. Posteriormente se unieron al proyecto otros dos importantes pintores georgianos, Mose e Iracly Toidze. Desafortunadamente, las obras maestras que adornaban la planta baja del teatro fueron encaladas durante el período soviético y solo se ha podido restaurar una pequeña parte de estos frescos. 
Entre 2002 y 2005 el edificio fue renovado exhaustivamente, renovación que fue financiada mayoritariamente por el empresario georgiano Bidzina Ivanishvili. 

### Instalaciones
El teatro contiene tres escenarios, el escenario principal (800 asientos), el escenario pequeño (300 asientos) y un Black Box Theater (182 asientos) para actuaciones experimentales. El teatro también está disponible para conferencias y eventos, y contiene un gran salón de baile, un pequeño salón de baile y un pequeño vestíbulo.

## Galería de imágenes

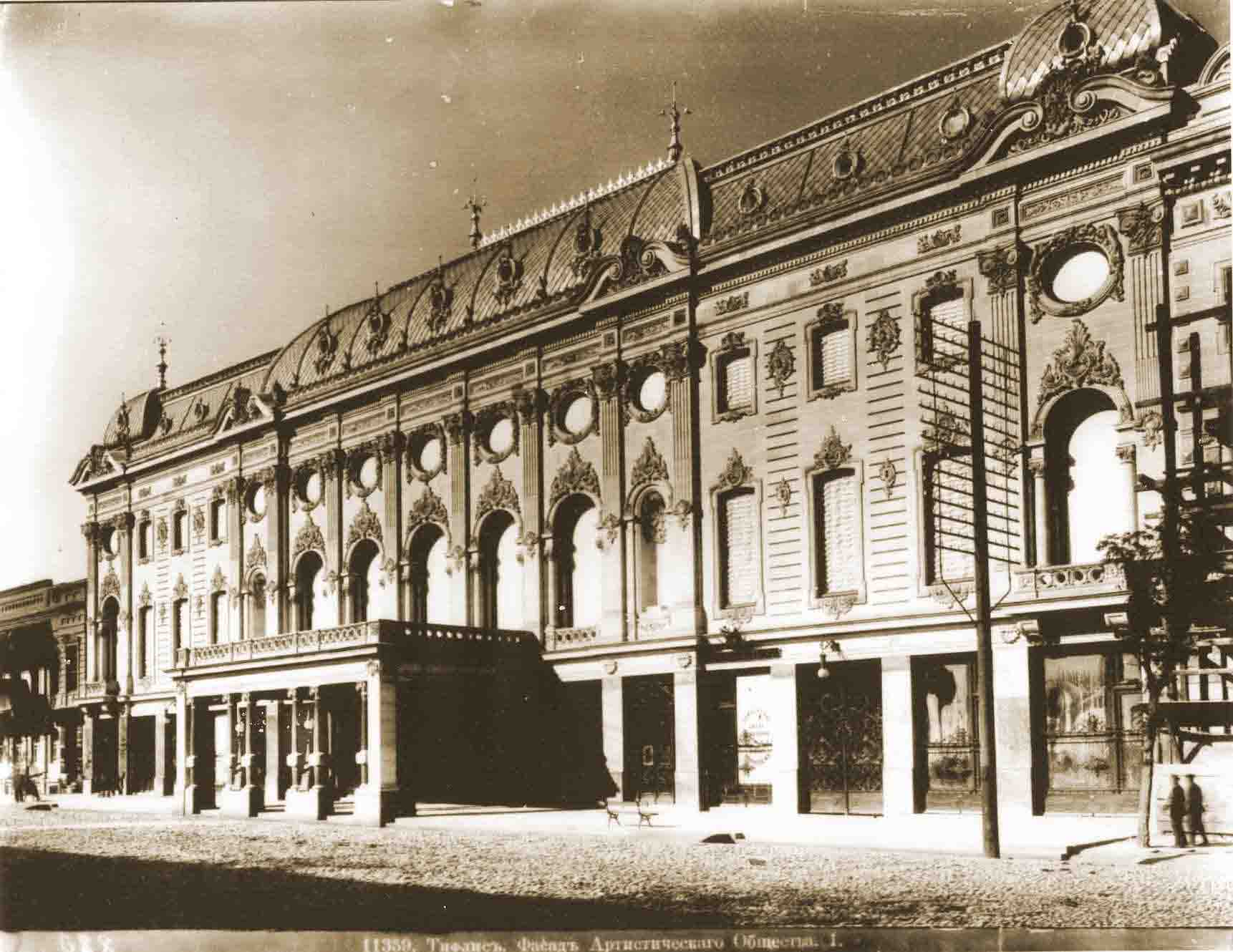
Una foto antigua del Teatro Rustaveli.
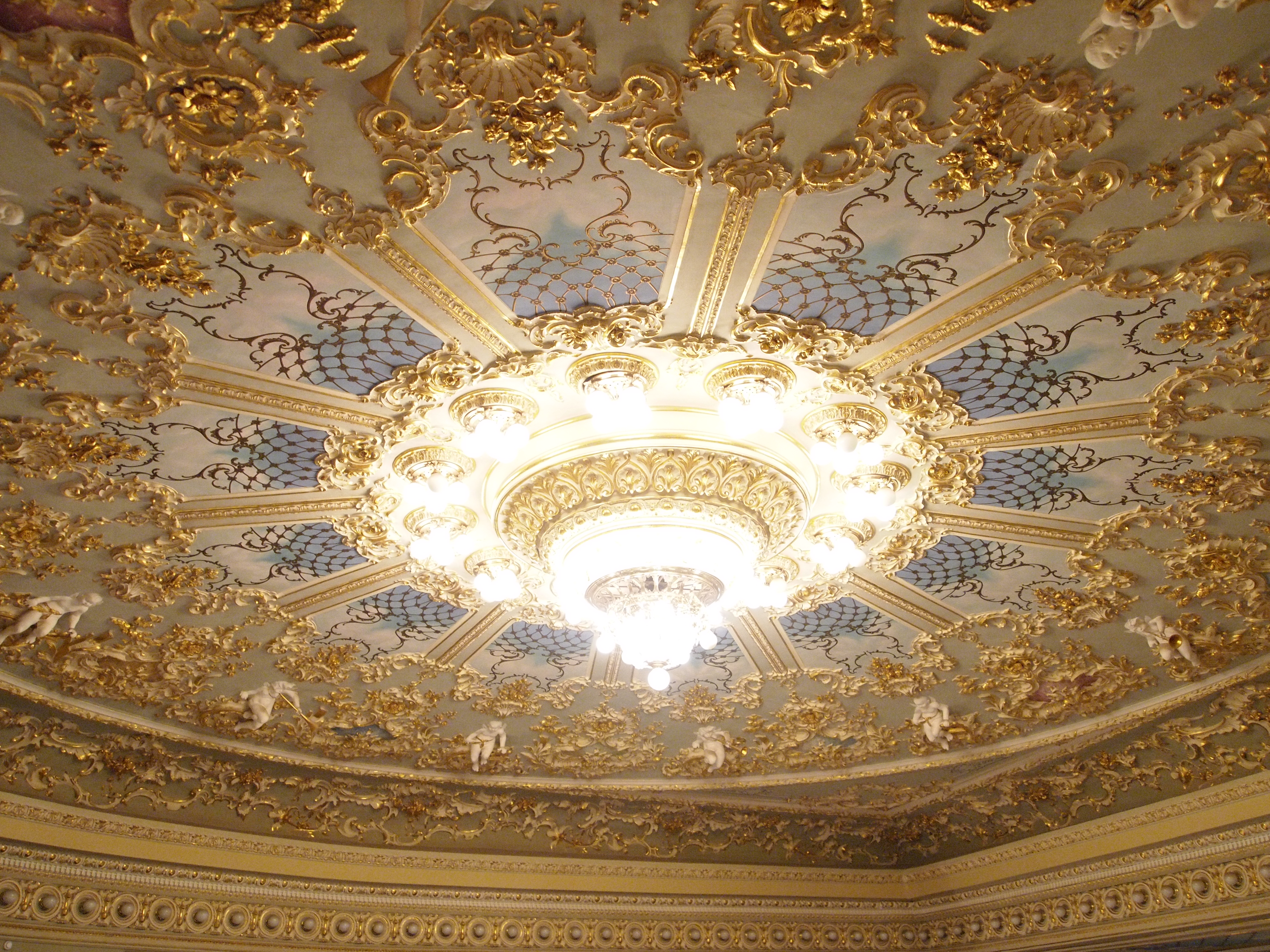
El techo rococó.
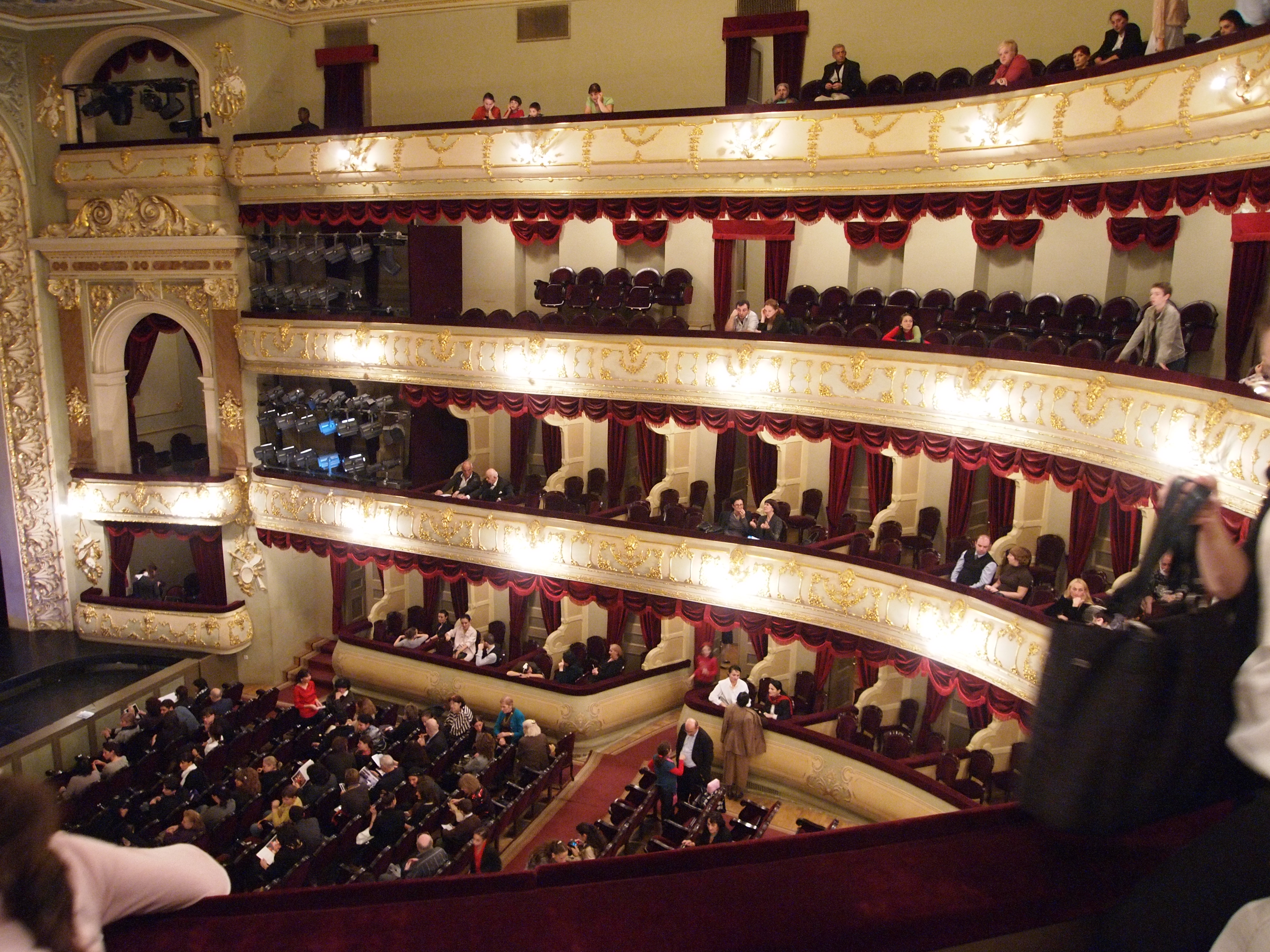
Palcos en el salón principal.
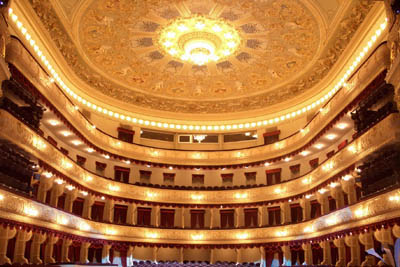
Los palcos y el techo decorado.
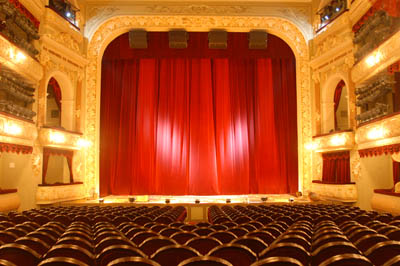
Telón de fondo.